# Caserne Bridoux
Pour les articles homonymes, voir Bridoux.
La caserne bridoux, baptisée à l’origine Dragonerkaserne, est une ancienne caserne de cavalerie. Construite durant l’annexion allemande en Lorraine, elle est située dans le quartier de Borny, à Metz.

## Contexte historique
Alors que Metz devient un point stratégique majeur de l’empire allemand, l’état-major allemand poursuit les travaux de fortification entamés sous le Second Empire. De nombreuses casernes sont construites pour abriter la garnison allemande qui oscille entre 15 000 et 20 000 hommes au début de la période, et dépasse 25 000 hommes avant la Première Guerre mondiale. Dans cette pépinière de généraux, se côtoient des Bavarois aux casques à chenille, des Prussiens et des Saxons aux casques à pointe et aux uniformes vert sombre, ou encore des Hessois aux uniformes vert clair. Guillaume II, qui vient régulièrement dans la cité lorraine pour inspecter les travaux d’urbanisme et ceux des forts de Metz n’hésite pas à déclarer : « Metz et son corps d’armée constituent une pierre angulaire dans la puissance militaire de l’Allemagne, destinée à protéger la paix de l’Allemagne, voire de toute l’Europe. »

## Construction et aménagements
La caserne Bridoux est construite à partir de 1903 par les autorités allemandes sur une superficie de 9 ha. L'ensemble compte une trentaine de bâtiments, construits en pierre de Jaumont. Les bâtiments spacieux et fonctionnels sont d’un style néo-renaissance rhénane d’une grande sobriété. À l’époque, cette caserne est destinée à la cavalerie. Le 13e régiment de dragons schleswigois-holsteinois, comptant plus de 720 cavaliers, y prend dès lors ses quartiers.

## Affectations successives
Les bâtiments servent de lieu de casernement pour les troupes allemandes jusqu’en 1919. Le 13e régiment de dragons schleswigois-holsteinois y a ses quartiers. Réinvestie par l’armée française, la caserne est rebaptisée du nom du général Marie Joseph Eugène Bridoux, mort au front le 17 septembre 1914. Occupée de nouveau par l’armée allemande de 1940 à 1944, la caserne devient un dépôt de remonte pour les trains d’artillerie. Le dépôt central de remonte, qui pouvait accueillir près de 1500 chevaux et mulets, est évacué vers l’Allemagne à partir du 15 août 1944. Le quartier Bridoux est repris par l’armée française en novembre 1944 à la libération de Metz. Le site est désaffecté en 1990. L’ancienne caserne allemande est réhabilitée en 1993, pour accueillir le troisième campus de l’université de Metz. Le programme, associant des locaux d’enseignement traditionnels, 317 studios universitaires, des équipements sportifs et des locaux administratifs, montre le potentiel de réhabilitation du patrimoine militaire ancien.